# Sprinter/Aria
Sprinter/Aria é o segundo single de Kalafina, escrita por Yuki Kajiura e lançado no dia 30 de julho de 2008 e cantada pelos integrantes da banda Wakana Ootaki, Keiko Kubota, juntamente com dois novos membros Maya e Hikaru."Aria" foi usada como tema do quarto capítulo de Kara no Kyoukai enquanto o "sprinter" foi usado no quinto capítulo.

## Lista de faixas

### CD
| N.º | Título                     | Duração |  |
| 1.  | "Sprinter"                 |         |  |
| 2.  | "ARIA"                     |         |  |
| 3.  | "Oblivious ~instrumental~" |         |  |

### DVD
| N.º | Título                           | Duração |  |
| 1.  | "Sprinter (PV)"                  |         |  |
| 2.  | "Oblivious ~ufotable edit~ (PV)" |         |  |